# Brividi
Brividi – singel Mahmooda i Blanco, wydany 2 lutego 2022 nakładem Universal Music oraz Island Records. W 2022 roku kompozycja wygrała Festiwal Piosenki Włoskiej w San Remo i reprezentowała Włochy w 66. Konkursie Piosenki Eurowizji w Turynie.
Singel był notowany na 1. miejscu na listach sprzedaży we Włoszech oraz Szwajcarii.

## Lista utworów
- Digital download[1]

1. „Brividi” – 3:19

## Notowania
| Kraj              | Notowanie (2022)        | Najwyższa pozycja |
| ----------------- | ----------------------- | ----------------- |
| Chorwacja         | ARC 100                 | 21                |
| Grecja            | IFPI Greece             | 31                |
| Hiszpania         | PROMUSICAE              | 95                |
| Holandia          | Dutch Single Tip        | 2                 |
| Islandia          | Plötutíðindi            | 21                |
| Izrael            | Israel Top 20           | 4                 |
| Litwa             | Singlų Top 100          | 3                 |
| Luksemburg        | Luxembourg Songs        | 11                |
| San Marino        | Radio San Marino RTV    | 2                 |
| Stany Zjednoczone | Billboard Global 200    | 15                |
| Szwajcaria        | Singles Top 100         | 1                 |
| Szwecja           | Sverigetopplistan       | 59                |
| Unia Europejska   | Euro Digital Song Sales | 1                 |
| Wielka Brytania   | UK Download Chart       | 65                |
| Włochy            | FIMI                    | 1                 |

## Certyfikat
| Kraj          | Certyfikat         | Sprzedaż |
| ------------- | ------------------ | -------- |
| Włochy (FIMI) | 4× platynowa płyta | 400,000+ |